# يوسف الفقيه
الشيخ يوسف الفقيه ويعرف بالحاريصي، من العلماء المسلمين الشيعة الامامية, عالم ديني وأحد أعلام عصره البارزين على الصعيدين الديني والسياسي. بلغ درجة الاجتهاد المطلق وكان فقيها أصولياً امتاز بشهرة واسعة في ميادين العلوم، سيما منها الأصول والفقه والتفسير والحديث، وله باع طويل في المعارف والحياة الاجتماعية ، كما امتاز إلى جانب ذلك بسهولة البيان مع فصاحة اللفظ وطلاقة اللسان.
كان بيته مقصداً لأهل العلم والفكر والأدب من العلماء والأدباء والشعراء والقادة والزعماء.
كانت له مواقف ومساعي من جملتها سعيه ونجاحه بجعل المذهب الجعفري مذهباً رسمياً في لبنان.

## هويته وولادته
هو الشيخ يوسف الفقيه بن علي بن محمد بن عبد الله بن علي آل الفقيه العاملي الحاريصي. وآل الفقيه من العوادل والعوادل فخذ من أفخاذ قبيلة شمّر.
كان معروفا لدى العامة والخاصة في زمانه بالشيخ يوسف الحاريصي.
ولد في بلدة حاريص من قرى قضاء بنت جبيل في جبل عامل وذلك في العام 1297هـ / 1880م.
تعلم قراءة القرآن الكريم، والكتابة، ثم انتقل إلى بلدة عيتا الجبل من جبل عامل، فقرأ النحو والصرف والمنطق والمعاني والبيان أيدي بعض أهل الاختصاص. كذلك درس في مدرسة عيناثا الدينية التي في كنف السيد نجيب فضل الله وبعدها سافر إلى النجف لمتابعة دراسته.

## هجرته إلىالنجف
هاجر إلى مدينة النجف (جنوبي العراق) عام 1318هـ/1900م فتتلمذ على علمائها، حتى نال شهادة الاجتهاد (1323هـ/1905م)، ثم عاد إلى لبنان في العام 1907 (1325 هـ).

## نبذة عن حياته
بعد عودته من النجف، عمل بالفصل في الخصومات بين الناس في بلده، وممارسة مهامه الدينية بينهم، إضافة إلى إدارته لمزرعته وما يلحق بها من تنمية حيوانية.
كما عمل رئيسًا لمحكمة الاستئناف العليا (التمييز العليا) الشرعية الجعفرية في بيروت في العام 1926 ميلادي ثم عيّن رئيسا لها وبقي في منصبه لمدة عشر سنوات من انتهاء فترته القانونية.
منحه الرئيس رياض الصلح وسام الإستحقاق الفضي ثم الذهبي كما نال وسام الأرز تكريما له.
أسس مدرسة في بلدة حاريص عام(1921)

## أبناؤه العلماء
- الشيخ علي الفقيه العاملي، أحد علماء جبل عامل البارزين، كان له مكانة علمية ودينية وشهرة واسعة بين الناس وفي البلاد. والشيخ علي هو والد الشيخ مفيد الفقيه.
- الشيخ محمد تقي الفقيه العاملي (18 ديسمبر 1911 - 14 شباط 1999) هو أحد مراجع الشيعة الإمامية، مشهود له بالعلم والفضل والتفوق لدى ذوي الاختصاص من الفقهاء المعاصرين وغيرهم، ومعروف بالورع والتقوى.والشيخ عبد العزيز الفقيه الذي اغتيل في لبنان بتاريخ(11/3/1986)

## مؤلفاته
له كتب كثيرة، طبع جملة منها:
1. مصابيح الفقيه
2. المدنية والإسلام
3. حقائق الإيمان
4. القول السديد في التثبيث والتوحيد
5. الحول والتعصيب
6. شرع الشرائع (مجلد)
7. الحق اليقين في دحض مزاعم الوهابيين
8. الشذرات العاملية (مخطوط)
9. رسالة في أحكام الأرضين (مخطوط)
10. رسالة في الشفعة (مخطوط)
11. رسالة في طهارة أهل الكتاب (مخطوط)
12. رسالة في المتعة (مخطوط)

## وفاته
توفي في بيروت نهار الأثنين في 26 جمادى الأولى 1377هـ / (16 ديسمبر 1957م) ميلادي ودفن في مسقط رأسه حاريص في ديوانه الذي كان يستقبل به الضيوف والوافدين عليه.

## وصلات خارجية
ترجمة الشيخ يوسف في معجم البابطين